# 李承渥
李承渥，南汉将领。大宝年间，积功升为大将。后宋师南征，连破昭州、桂州、连州、贺州，后主刘鋹任命李承渥为都统，带兵十余万，屯于韶州莲花峰下。当时岭南兵常以大象布阵，每只大象装载数十名士兵，均手执兵器乘象前进，以壮士气。李承渥亦以象兵出战宋将潘美，潘美集中劲弩射象，大象痛而奔走，不仅使乘员坠地也踩踏了己方士兵，李承渥军遂溃散大败，承渥仅以身免。